# تأريخ بنظائر روبيديوم-سترونتيوم
التأريخ بالروبيديوم-السترونتيوم هو طريقة للتأريخ الإشعاعي لتحديد أعمار الصخور والمعادن من خلال قياس نسب نظائر الروبيديوم (87Rb) والسترونتيوم (87Sr، Sr86).
ساعد على تطوير هذه العملية الكيميائيين الألمانيين أوتو هان وفريتز ستراسمان، فهما اللذان اكتشفا الانشطار النووي في ديسمبر 1938.
لعنصر الربيديوم نظيرين هما 85Rb و 87Rb ويعتبر النظير الثاني من النظائر المشعة حيث يتحلل إلى 87Sr من خلال اضمحلال بيتا بمعدل ثابت وقدره 1.3972 × 10-11. وفترة نصف العمر له تساوي تقريباً 48.8 مليار سنة.
لذلك تعتبر هذه الطريقة مناسبة لتحديد أعمار الصخور القديمة والتي نشأت مع نشوء كوكب الأرض (إن وجدت).

## معادلة تحديد العمر باستخدام نظائر الربيديوم - سترونتيوم
يتم تحديد عمر الأجسام الجيولوجية بنظائر الربيديوم-سترونتيوم من خلال قياس نسب 87Rb/86Sr و 87Sr/86Sr في المعادن أو الصخور ثم التعويض في المعادلة
{\displaystyle {\operatorname {^{87}Sr}  \over \operatorname {^{86}Sr} }_{(p)}={\operatorname {^{87}Sr}  \over \operatorname {^{86}Sr} }_{(i)}+{\operatorname {^{87}Rb}  \over \operatorname {^{86}Sr} }_{(p)}*(e^{\lambda t}-1)}
حيث أن:
{\displaystyle {\operatorname {^{87}Sr}  \over \operatorname {^{86}Sr} }_{(p)}} = قيمة 87Sr/86Sr في الوقت الحالي والمقاسة باستخدام مقياس الكتلة
{\displaystyle {\operatorname {^{87}Sr}  \over \operatorname {^{86}Sr} }_{(i)}} = قيمة 87Sr/86Sr أثناء تكون الجسم الجيولوجي
{\displaystyle {\operatorname {^{87}Rb}  \over \operatorname {^{86}Sr} }_{(p)}} = قيمة 87Rb/86Sr في الوقت الحالي والمقاسة باستخدام مقياس الكتلة
{\displaystyle \lambda } = ثابت التحلل، t = عمر الجسم الجيولوجي و e = عدد أويلر
أو بإسقاط النتائج في رسم بياني مكون من محورين بحيث يمثل المحور x قيم الـ 87Rb/86Sr والمحور y قيم 87Sr/86Sr. وبإيجاد معادلة الخط الذي يربط بين هذه النقاط يمكن تحديد عمر الجسم الجيولوجي من خلال ميل الخط الواصل بين النقاط باستخدام المعادلة
{\displaystyle slop=e^{\lambda t}-1}
وبإعادة ترتيب المعادلة
{\displaystyle t={\operatorname {\ln(slop+1)}  \over \operatorname {\lambda } }}

## جيوكيميائية عنصر الربيديوم
يتواجد عنصر الربيديوم بشكل كبير في المعادن الحاملة لعنصر البوتاسيوم مثل معادن الفلسبار ومعادن المايكا. لذلك يمكن استخدام نظائر الربيديوم والاسترونتيوم بشكل فعّال لتحديد أعمار الصخور الحاوية على هذه المعادن.